# Stenhomalus ruficollis
Stenhomalus ruficollis là một loài bọ cánh cứng trong họ Cerambycidae.